# Peristernia reincarnata
Peristernia reincarnata là một loài ốc biển, là động vật thân mềm chân bụng sống ở biển trong họ Fasciolariidae.

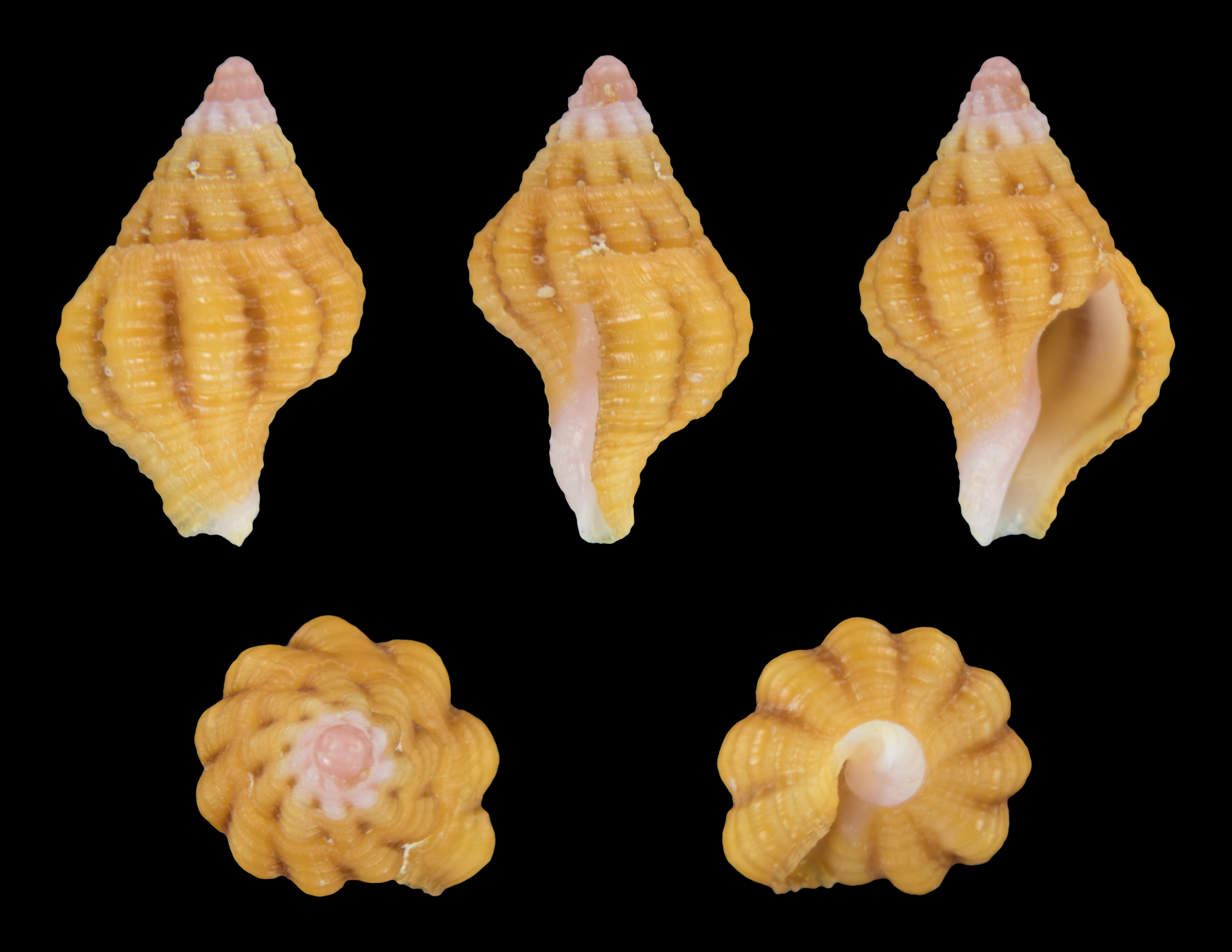
Vị thành niên